# Breitenau, Áo
Breitenau là một thị xã thuộc huyện Neunkirchen trong bang Niederösterreich.